# Molophilus (Molophilus) hystrix
Molophilus (Molophilus) hystrix is een tweevleugelige uit de familie steltmuggen (Limoniidae). De soort komt voor in het Neotropisch gebied.